# 長崎県立盲学校
長崎県立盲学校（ながさきけんりつ もうがっこう）は、長崎県西彼杵郡時津町西時津郷にある県立特別支援学校。
長崎県では唯一の盲学校である。長崎県立鶴南特別支援学校時津分校（小学部・中学部・高等部）が併設されている。学校の近くには寄宿舎がある。

## 概要
歴史
1898年（明治31年）に開校した「長崎盲唖院」を前身とする。2008年（平成20年）に創立110周年を迎えた。
校章
六つ星の6つの角が点字の6点を表し、「まなび」の文字を囲んでいる。
校歌
作詞は今井秀雄、作曲は北原恭平による。
愛唱歌
タイトルは「愛のうた」。作詞は永井隆、作曲は小林研一郎による。1950年（昭和25年）に永井隆から送られた言葉に2011年（平成23年）に曲がつけられ愛唱歌として制定された。
学部
幼稚部、小学部、中学部、高等部普通科、高等部専攻科（保健理療科・理療科）

## 沿革
- 1898年（明治31年）
  - 9月12日 - 安中半三郎を中心とする民間団体「長崎慈善会」によって、「長崎盲唖院」が創立、開院。[2]（院長 長崎高等小学校校長 北野孝治）
    - 仮校舎は視覚障害者である野村惣四郎の居宅（長崎県長崎市興善町36番）の一部を使用。
    - 開院時の生徒数は13名
    - 京都以西では2番目[3]に設置された盲聾教育機関であった。

  - 11月28日 - ろう唖教育視察のため、アレクサンダー・グラハム・ベルが来院し、教師生徒に手話講演を行う。
- 1900年（明治33年）12月 - 長崎市興善町43番に移転、小学校令に基づき、校名を「私立長崎盲唖学校」と改称。
- 1904年（明治37年）4月 - 長崎市新大工町76番聖堂構内の講義室に移転。
- 1906年（明治38年）4月 - 内務大臣芳川顕正が視察。
- 1907年（明治40年）11月 - 閑院宮載仁親王と同妃・智恵子が来校。
- 1908年（明治41年）11月 - 生徒数増加により、長崎市桜馬場町70番に校舎を新築移転。
- 1909年（明治42年）
  - 5月 - 清国芝栗唖巴院の創立者エーテミルス（米国人）参観のため来校。
  - 11月 - 文部大臣小松原英太郎視察。
- 1910年（明治44年）4月 - ろう唖技芸科として裁縫部及び木工部を設置。
- 1919年（大正8年）- 校名を「長崎盲唖学校」と改称。
- 1921年（大正10年）4月19日 - 設立者の長崎慈善会専務理事・安中半三郎永眠（享年69）
- 1924年（大正13年）7月12日 - 前年の「盲唖学校及聾学校令」公布に伴い、盲・聾教育の組織を「長崎盲学校」及び「長崎聾唖学校」に分離。
  - 修業年限が初等部6年、中等部鍼按科及び音楽科4年、別科按摩専修科2年となる。
- 1929年（昭和4年）4月1日 - 学校が県に移管され、「長崎県立盲学校」（現校名）となる。
- 1934年（昭和9年）- 浦上天主堂に近接する長崎市上野町（現・長崎市橋口町、中国在長崎総領事館）に新校舎[4]（以下浦上校舎）が完成、移転。
- 1937年（昭和12年）5月29日 - ヘレン・ケラーが来校、記念として月桂樹を植樹（この月桂樹は後に原爆投下により焼失）。
- 1942年（昭和17年）- 学友会を報国団に改組し、生徒が勤労奉仕や慰問治療等に動員。

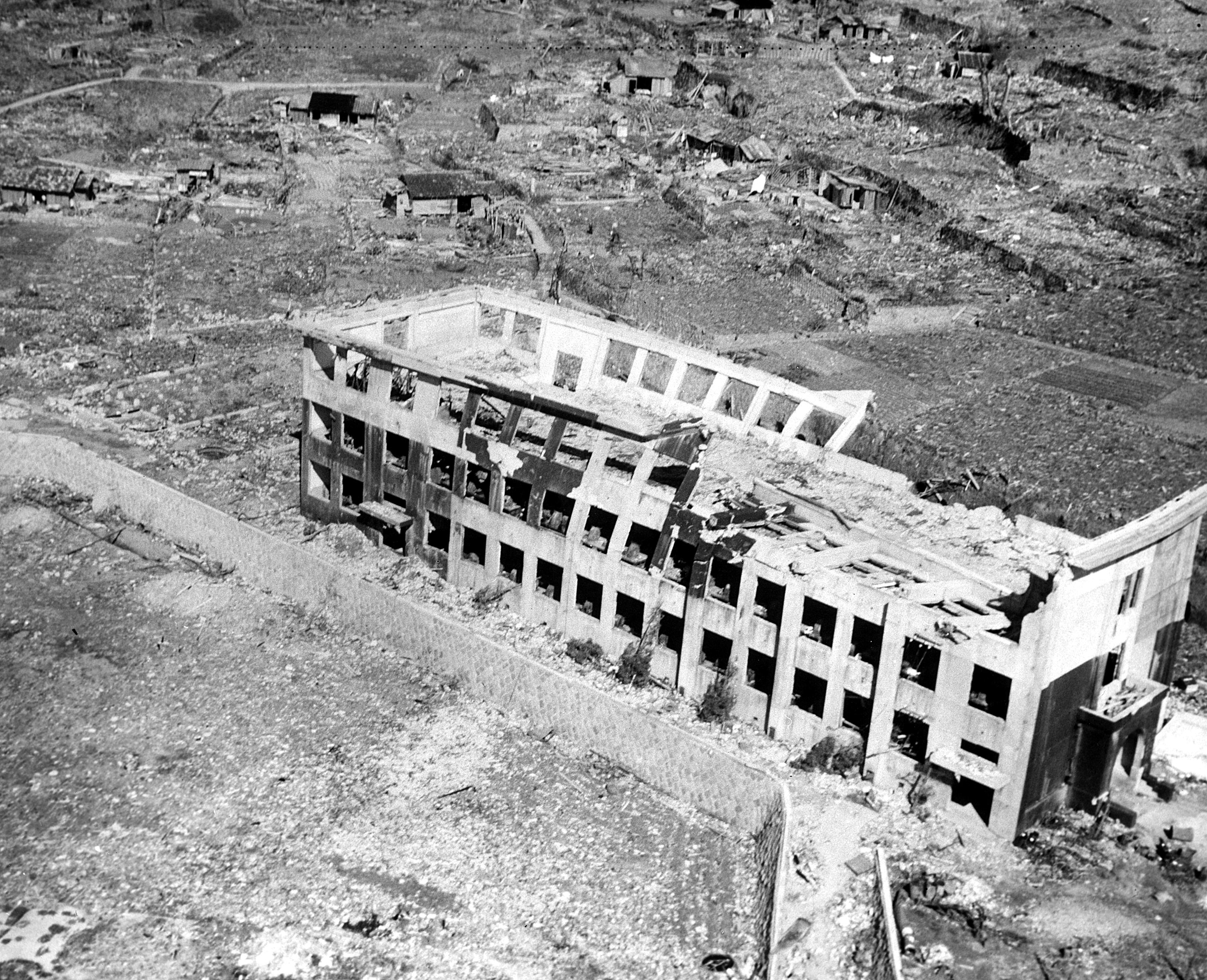
原爆で大きな被害を受けた浦上校舎

- 1945年（昭和20年）2月 - 浦上校舎を三菱長崎造船所に貸与、校舎を長崎市近郊の長与村（現長与町）に疎開移転。

- 1945年（昭和20年）8月9日 - 長崎市への原子爆弾投下により、夏休みで市内に帰省していた生徒4名と長崎出張中の多比良校長が被爆し死亡。浦上校舎も原爆の直撃により壊滅的な被害を受ける。
- 1948年（昭和23年）
  - 4月 - 「中学校の就学義務並びに盲学校及び聾学校の就学義務及び設置義務に関する政令」が公布、義務制が実現。
    - 修業年限は小学部6年、中学部3年、高等部本科3年、専攻科2年、別科2年となる。

  - 5月 - 大村市に移転し、再び盲・聾学校併設となる。
  - 11月 - 両校の創立50周年記念式典を合同開催。
- 1949年（昭和24年）8月 - 原爆で損壊した旧・浦上校舎跡に寄宿舎と外来治療室が完成。聾学校と再び分離し、この施設を仮校舎として授業が再開。
- 1950年（昭和25年）
  - 3月 - 木造二階建ての復旧校舎が落成。
  - 5月 - 復旧校舎落成祝賀会を開催、永井隆博士が祝賀の色紙を贈呈。また病床の博士の元へ生徒が見舞いに訪問した返礼として、桜の苗木50本も寄贈、校庭や運動場に植樹。また後に愛唱歌「愛のうた」の歌詞となる言葉が送られる。
- 1960年（昭和35年）- 在籍児童生徒数が最高の227名に達する。
- 1960年代（昭和30年代）半ば - 生徒会主催で老人ホームに出かけての治療奉仕を開始。
- 1969年（昭和44年）- 小学部及び中学部に各1学級ずつ重複学級[5]を設置。
- 1971年（昭和46年）2月7日 - 全国初の点字歩道が、盲学校正門前から平和町商店街までの延長290mに長崎市により設置される。
- 1973年（昭和48年） - 文部省による盲学校の学科改編を受け、高等部本科に普通科、保健理療科を設置、5年課程の理療科及び2年課程の別科の生徒募集を停止。
- 1982年（昭和57年） - 高等部の重複学級設置も正式に認可。
- 1975年（昭和50年） - 児童生徒数の増加と復旧浦上校舎の老朽化に伴い、長崎市に隣接する西彼杵郡時津町に校舎・寄宿舎が新築移転。修業年限1年の幼稚部を開設。
- 1978年 （昭和53年） - 盲教育100周年記念全日本盲学校教育研究大会が長崎で開催、主管校として大会の運営を行う。
- 1982年（昭和57年） - 幼稚部の修業年限を3年に延長。
- 1988年（昭和63年） - 寄宿舎の1つであった「啓明寮」の廃止に伴い、自宅通学生を対象にスクールバスの運行を開始。
- 1990年（平成2年）4月 - 「あん摩マッサージ指圧師、はり師、きゅう師等に関する法律の一部を改正する法律」の施行に伴い、学科を改編。
- 1994年（平成6年）2月 - 高等部専攻科に保健理療科を設置、本科保健理療科の募集停止。
- 1998年（平成10年）
  - 11月 - 創立100周年記念式典を挙行。
    - 記念誌発行、記念碑建立、生徒会主催の記念文化祭、上海市盲童学校音楽団を迎え記念コンサートを開催。

  - 11月下旬 - 高等部で初めて中国修学旅行を実施、旅行途中で上海市盲童学校を訪問して交流。
- 2006年（平成18年）4月 - 小学部棟を改築し、長崎県立鶴南養護学校小学部の時津分教室が併設される。[6]
- 2010年（平成22年）4月1日 - 併設の長崎県立鶴南養護学校小学部時津分教室が「長崎県立鶴南特別支援学校小学部時津分教室」に改称。
- 2011年（平成23年）12月 - 愛唱歌「愛のうた」が完成。
- 2012年（平成24年）4月1日 - 併設の長崎県立鶴南養護学校小学部時津分教室に中学部が新設され、小・中学部時津分教室となる。
- 2015年（平成27年）4月1日 - 併設の長崎県立鶴南特別支援学校小・中学部時津分教室に高等部が設置され、「長崎県立特別支援学校時津分校」に改称。

## アクセス
- 長崎バス 「浜田」バス停
  - 長崎市中心部から1番「溝川（みぞかわ）」行のバスに乗車。
- 長崎市中心部から国道206号を北に進み、「時津町」交差点で右折。国道207号を進み、「浜田」交差点で左折。

## 周辺
- 時津町立時津中学校
- 西彼杵郵便局
- セブン-イレブン時津西時津郷店
- 時津港---安田産業汽船が長崎空港や大村市へ高速船を運航。
- 周辺は工場や団地、商業施設が多い。